# Schloßkulm
Schloßkulm ist ein Ortsteil der Gemeinde Uhlstädt-Kirchhasel im Landkreis Saalfeld-Rudolstadt in Thüringen.

## Geografie
Schloßkulm liegt 345 m NN in einem Talkessel am Nordhang des 481 m hohen Berges Kulm. Er ist der höchste Berg im Umland. Der Ort ist von Wald und Streuobstwiesen umgeben. Eine flaschenhalsartige Öffnung des Kessels ist mit der Zufahrtsstraße ausgebaut. Nachbarorte sind südlich Dorfkulm, nördlich Oberpreilipp und die Stadt Rudolstadt.

## Geschichte
63 Einwohner sind im Ort gemeldet. Er wurde urkundlich erstmals am 25. Januar 1497 erwähnt.
Von 1991 bis 2002 gehörte Schloßkulm der Verwaltungsgemeinschaft Uhlstädt an. Mit Auflösung dieser am 1. Juli 2002 bildete es mit zehn weiteren Gemeinden die Einheitsgemeinde Uhlstädt-Kirchhasel.